# De doctrina Christiana
De doctrina Christiana és una obra escrita per Agustí d'Hipona sobre les Escriptures, la seva exègesi i com es relaciona la teologia cristiana amb la ciència o el saber comú.

## Estructura
L'obra es divideix en quatre llibres que intenten seguir l'estructura de la retòrica clàssica. Al primer llibre analitza la natura d'allò transcendent, que és el que proporciona gaudi sense que es pugui usar (a diferència de les coses terrenals). Descriu també l'essència de la Bíblia, el que ha de guiar tota la seva interpretació posterior: l'amor.
Al segon llibre indica quin és el camí per interpretar la Bíblia per passos, tenint en compte les virtuts personals que calen per anar més enllà de determinats significats literals que poden ser "obscurs" per al lector. Al tercer llibre s'insisteix en aquesta necessitat de no prendre el sentit literal, ja que totes les Escriptures es funden en l'al·legoria.
El quart llibre, afegit més endavant, s'adreça als predicadors, que han d'explicar el missatge cristià no tenint en compte solament els consells de l'oratòria (que poden usar-se per al bé o per al mal) sinó també la saviesa interior que porta a transmetre la veritat de la doctrina cristiana. Aquesta saviesa ha d'anar acompanyada de l'exemple personal.